# Парк Киевская Русь
«Парк Киевская Русь» — развлекательный парк и центр культуры и истории Киевской Руси, находящийся в районе сёл Копачов и Застугна в Обуховском районе Киевской области.
Проект реализуется благотворительной организацией «Славянский фонд» (Украина, Киев).

## Общие сведения
Детинец Киева (город Владимира 10 га) воспроизводится в его исторических размерах и окружении, сооружаются здания, которые существовали в пределах границ детинца в V-XIII веках: крепостная стена, дворец князя Владимира, дворец княгини Ольги, Федоровский монастырь, Десятинная церковь, Ярославов двор, ротонда, гридница и другие — с максимальной исторической достоверностью, учитывая знание археологии, истории, этнографии, а также другие объекты, отражающие жизнь и быт древних киевлян.
На данный момент уже построены сооружения оборонного комплекса Города Владимира, состоящих из:
- девятиметрового вала (общая длина 1.5 км.) и частично оборонительного рва,
- деревянной крепостной стены — заборол, протяжённость которой данный момент составляет 300 м,
- Михайловские ворота высотой 21 м.

Также воспроизведены образцы средневекового градостроительства:
- въездные ворота со сторожевыми башнями,
- уличная сеть Древнего Киева,
- усадьбы киевлян XI—XIII веков,
- торговые лавки киевских ремесленников XI—XIII веков,
- башня — повалуша XI-XIII веков,
- княжеский двор и трибуны,
- большое и малое ристалища,
- ярмарка мастеров,
- стан кочевников,
- холм Перуна,
- пещера Нестора Летописца,
- терем Ярослава.

Общая площадь парка — свыше 50 га. Территория собственно детинца — около 10 га (из которой большая часть до сих пор в стадии строительства).

## Деятельность

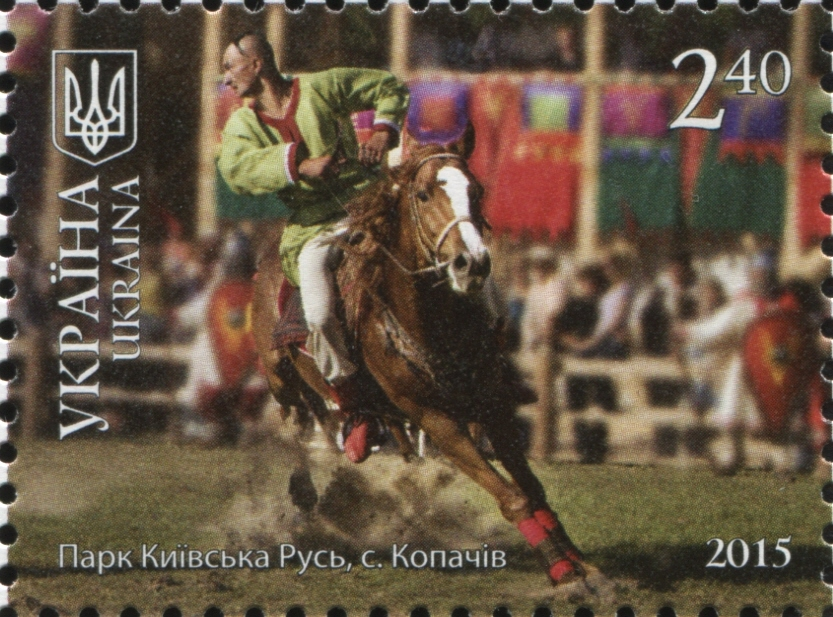
Марка Украины, посвящённая Парку Киевская Русь. 2015 г.

В Парке действуют экспозиции осадной техники, исторических костюмов и доспехов V—XIII веков, музыкальных инструментов, музей средневекового судостроения с научно достоверной реконструкцией ладьи «Князь Владимир» IX—XI веков.
Ежегодно в Парке проходят международные фестивали исторической реконструкции и чемпионаты по древним видам спорта:
- Международный фестиваль «Былины Древнего Киева IX-XI веков»,
- Фестиваль конно-трюкового искусства «Кентавры»,
- Чемпионат Украины по историческому средневековому бою «Зов героев»,
- Международный чемпионат по историческому средневековому бою «Зов героев II»
- Международный чемпионат по верховой стрельбе из лука «Конный лучник Древнего Киева»,
- Международный турнир по историческому фехтованию «Витязь Киевского Детинца»,
- Международный лучный турнир «Стрела Древнего Киева» и другие.

Во время таких фестивалей и соревнований в историческом антураже воссоздаются средневековые баталии, рыцарские бои, демонстрируется обмундирование и древнерусских воинов и средневековых рыцарей, также воспроизводится культура и быт Древней Руси — показы этно-моды, огненные шоу, шоу конных каскадеров, концерты средневековой и этномузыки, театрализованные представления, хореографические и музыкальные действа и тому подобное.
Парк предлагает также развлечения: стрельбу из лука, метание ножей, топоров и копий, чеканки подарочной монеты, прогулки верхом на породистых лошадях и в элитных экипажах, славянские игры и забавы, мастер-классы народных умельцев, фотосессии в исторических костюмах, театрализованные представления, выступления конно-трюкового театра. Ночная программа включает огненные шоу, стрельба из требуше горящими ядрами, а также фейерверки.
Каждые выходные — программа выходного дня, а именно: уличный театр, конный театр, исторические «мастер-классы», средневековый тир, прогулки на лошадях, развлечения для взрослых и детей.
Посещение по будням возможно для организованных групп по предварительной договоренности с организаторами.

## Галерея

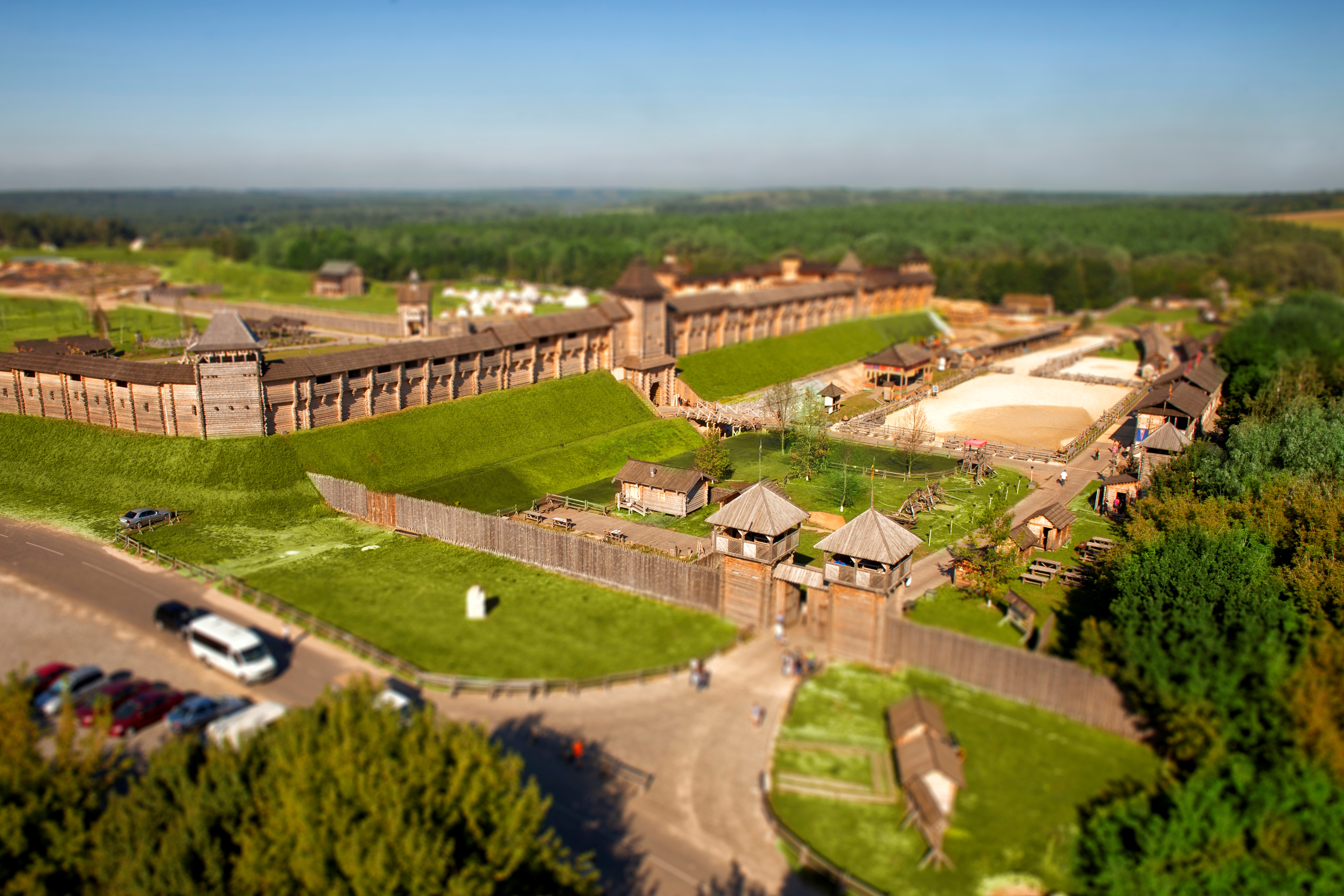
Древний Киев
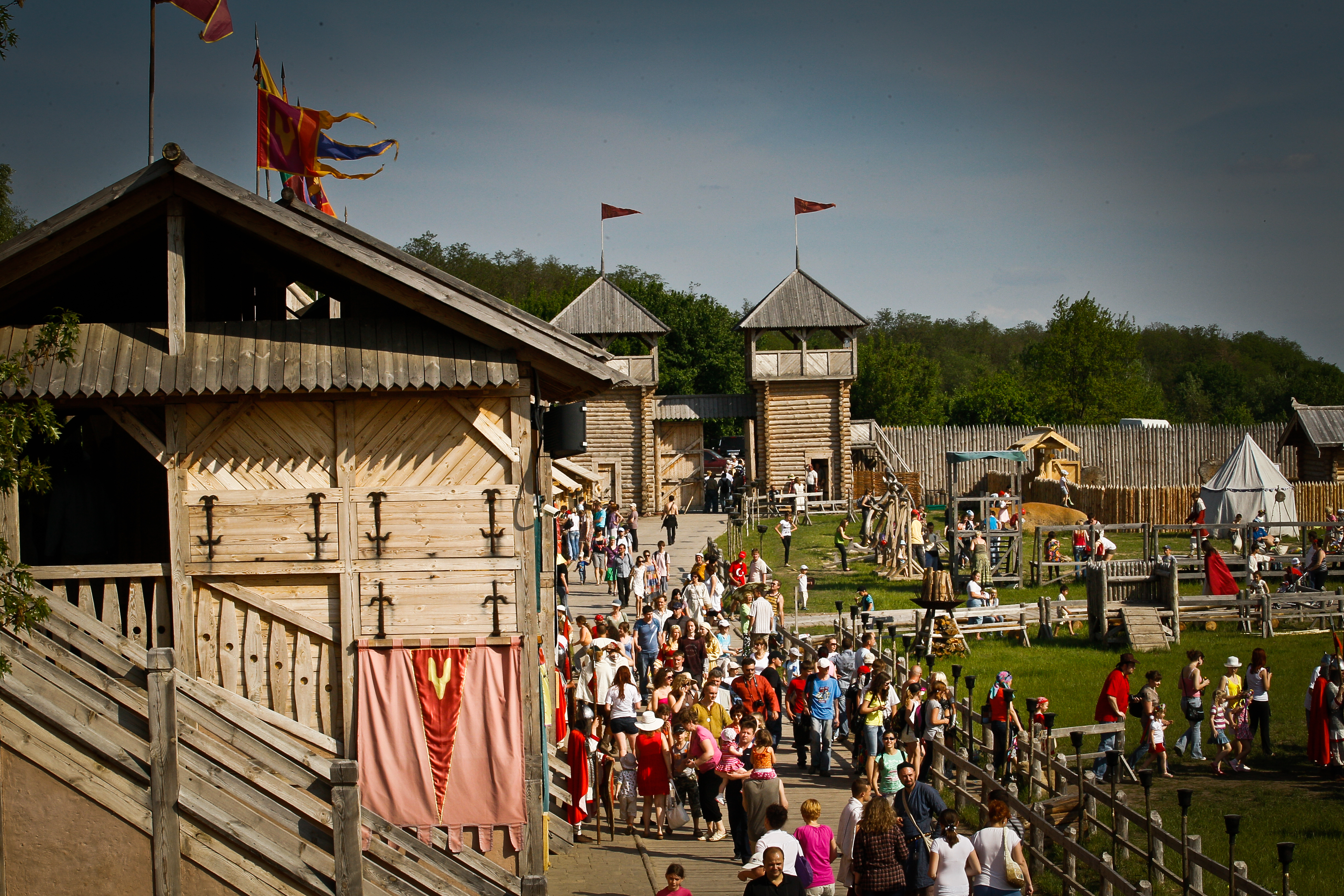
Княжеские трибуны
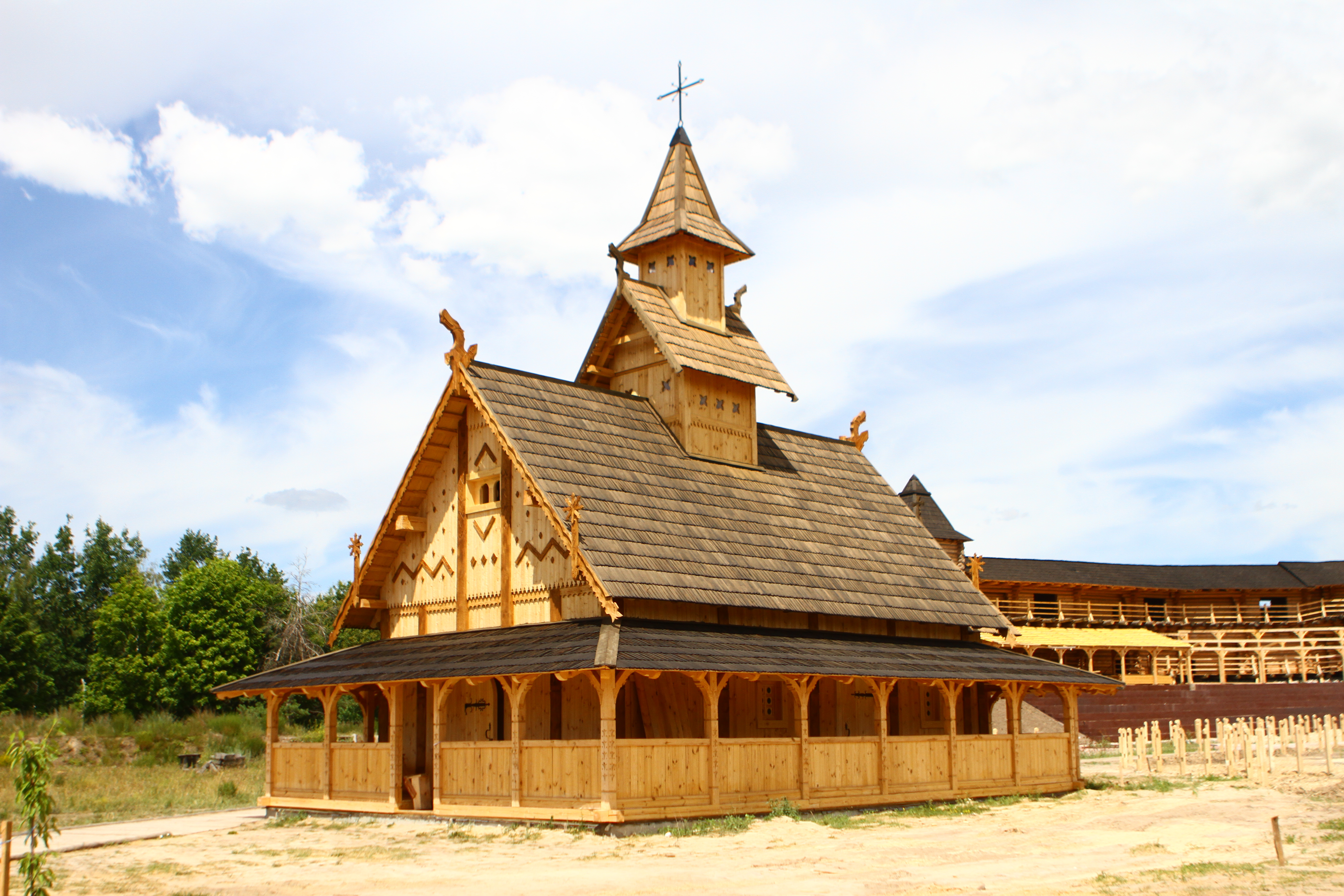
Васильковская церковь
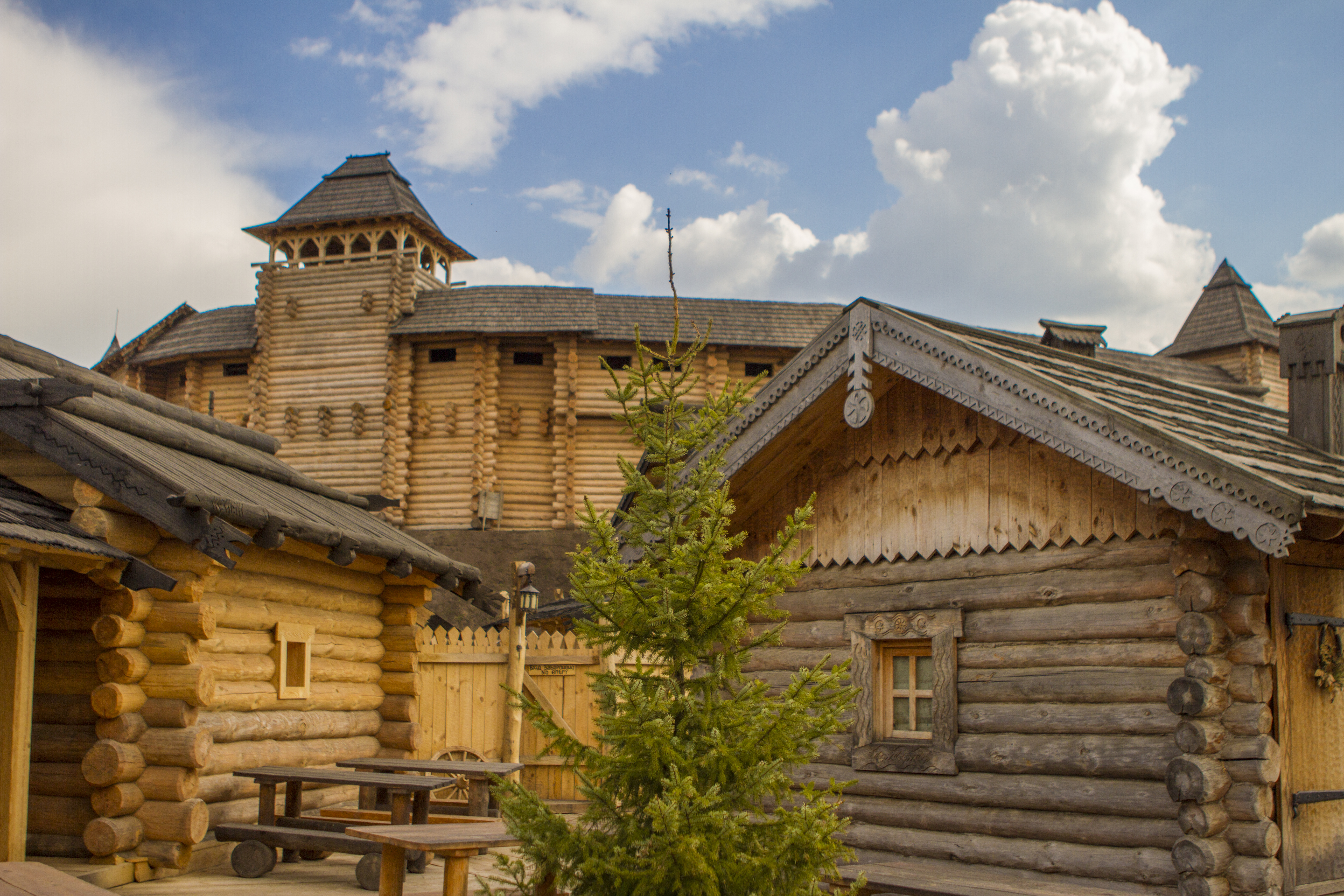
Корчма
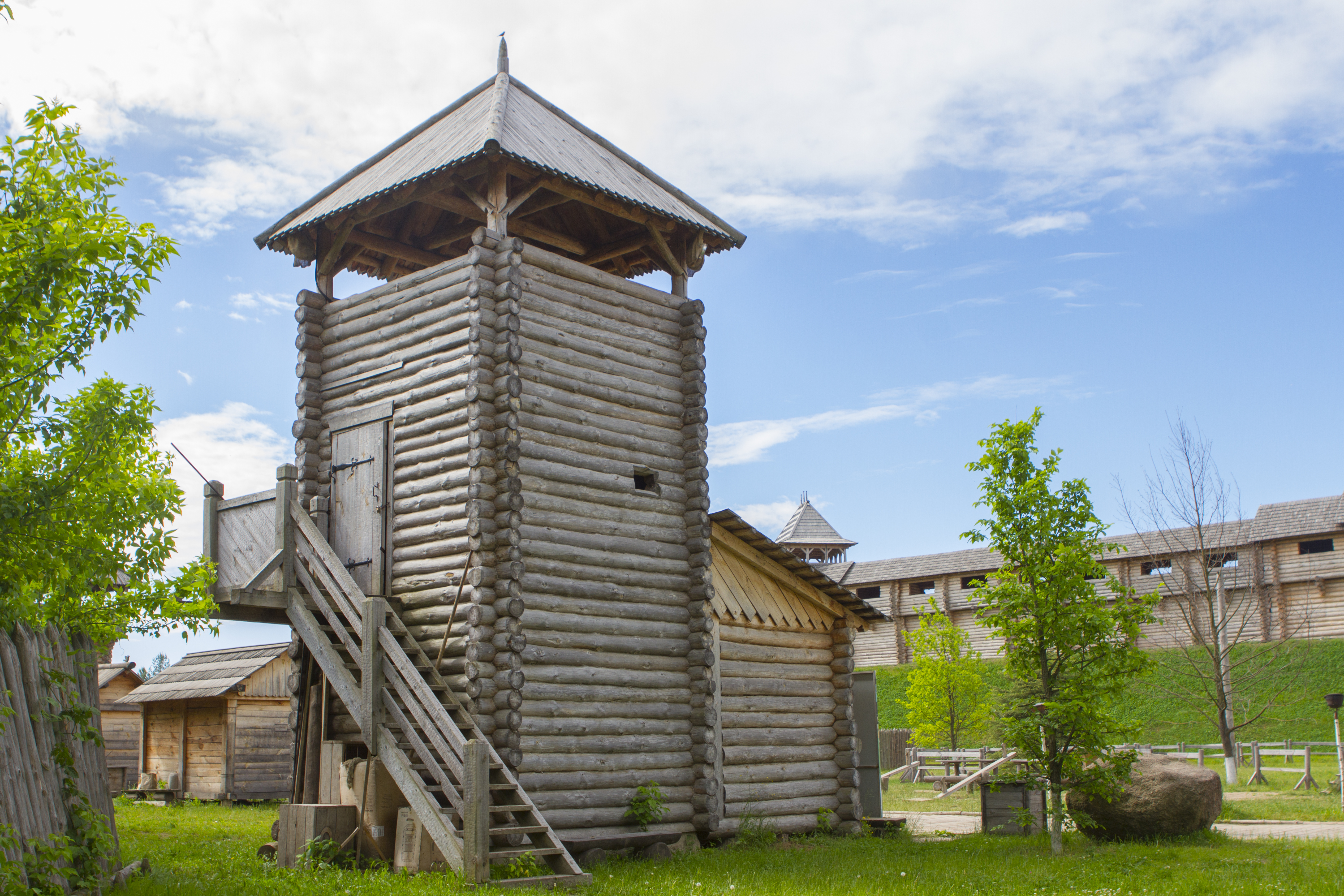
Башня-повалуша
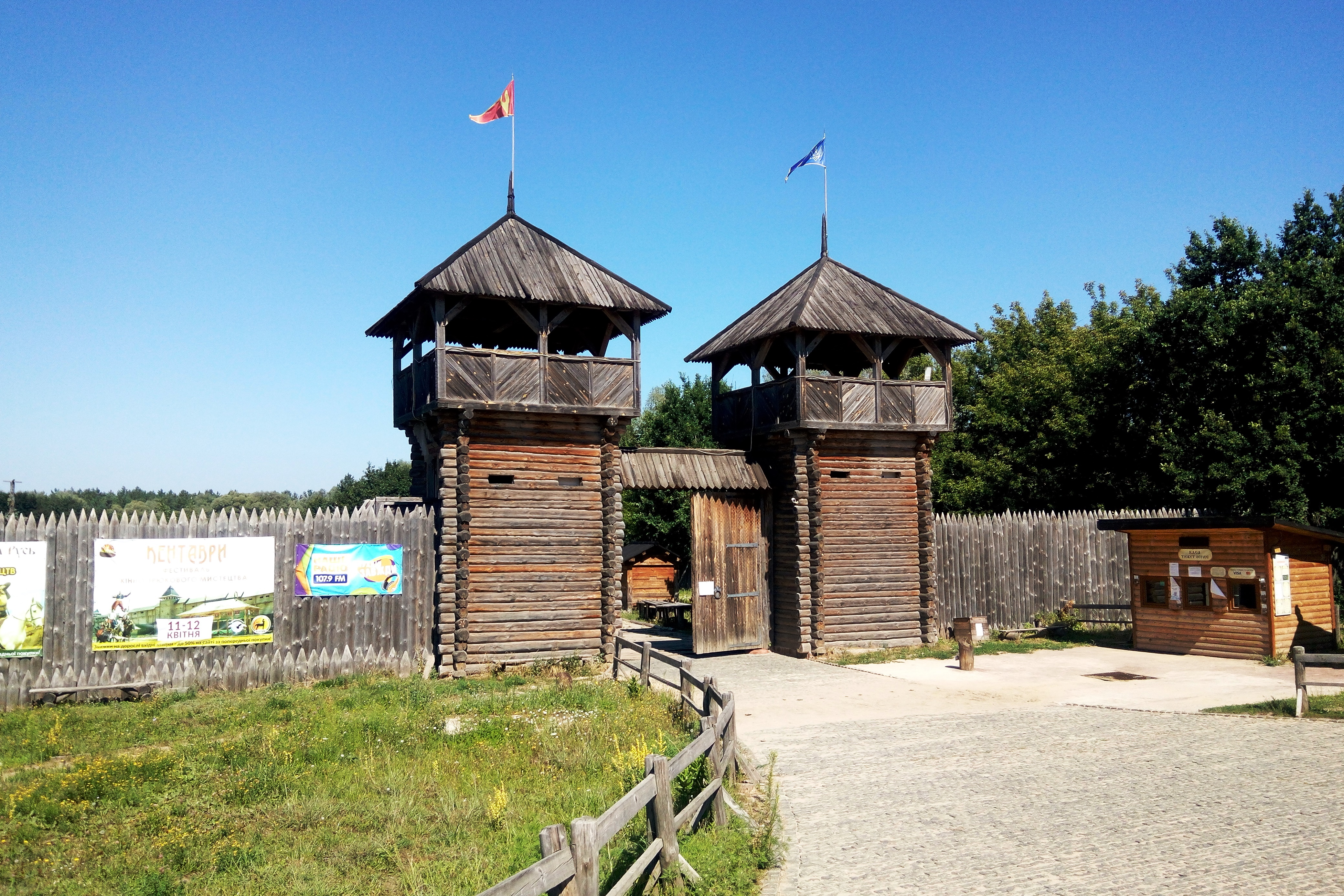
Главный вход
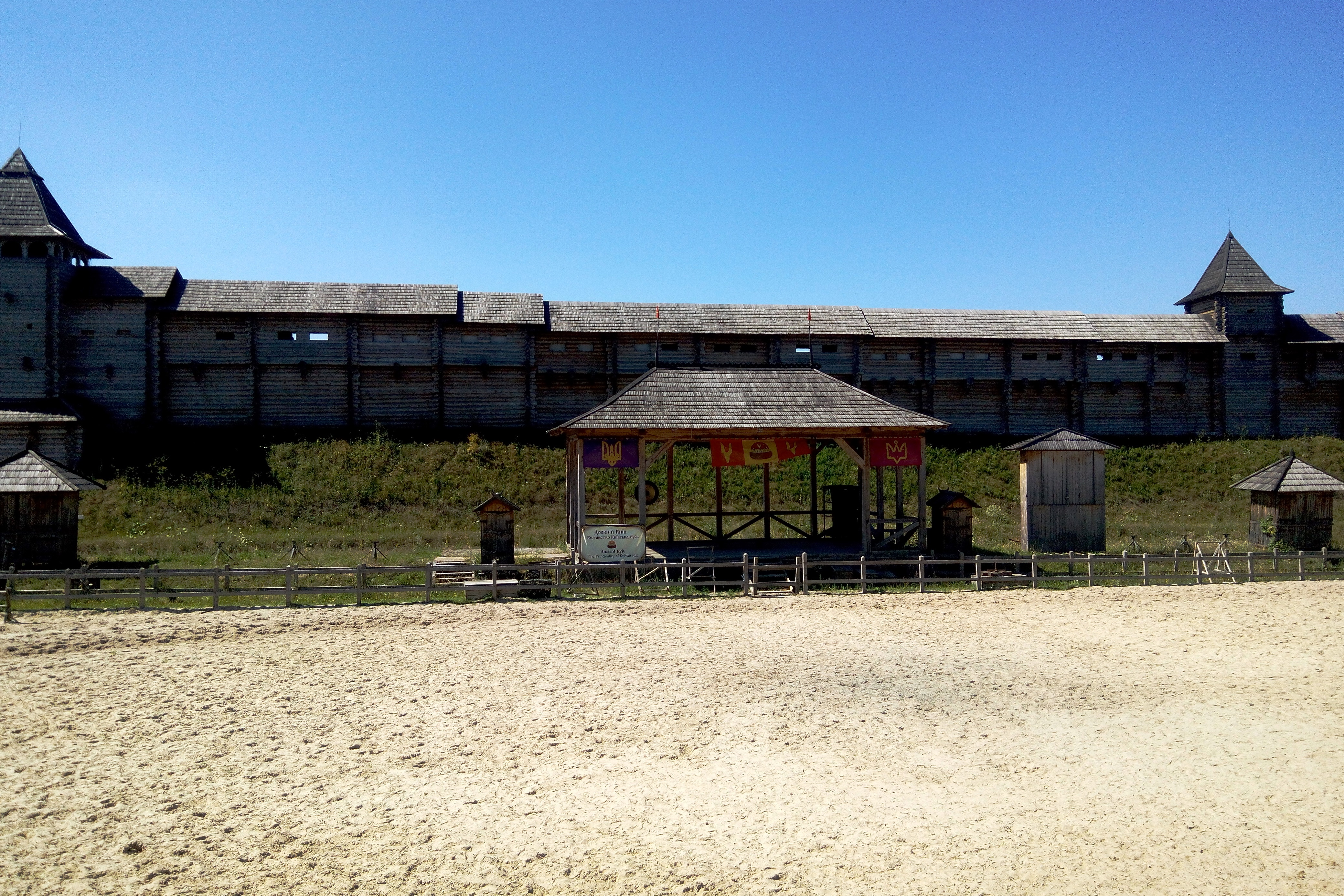
Большое конное ристалище
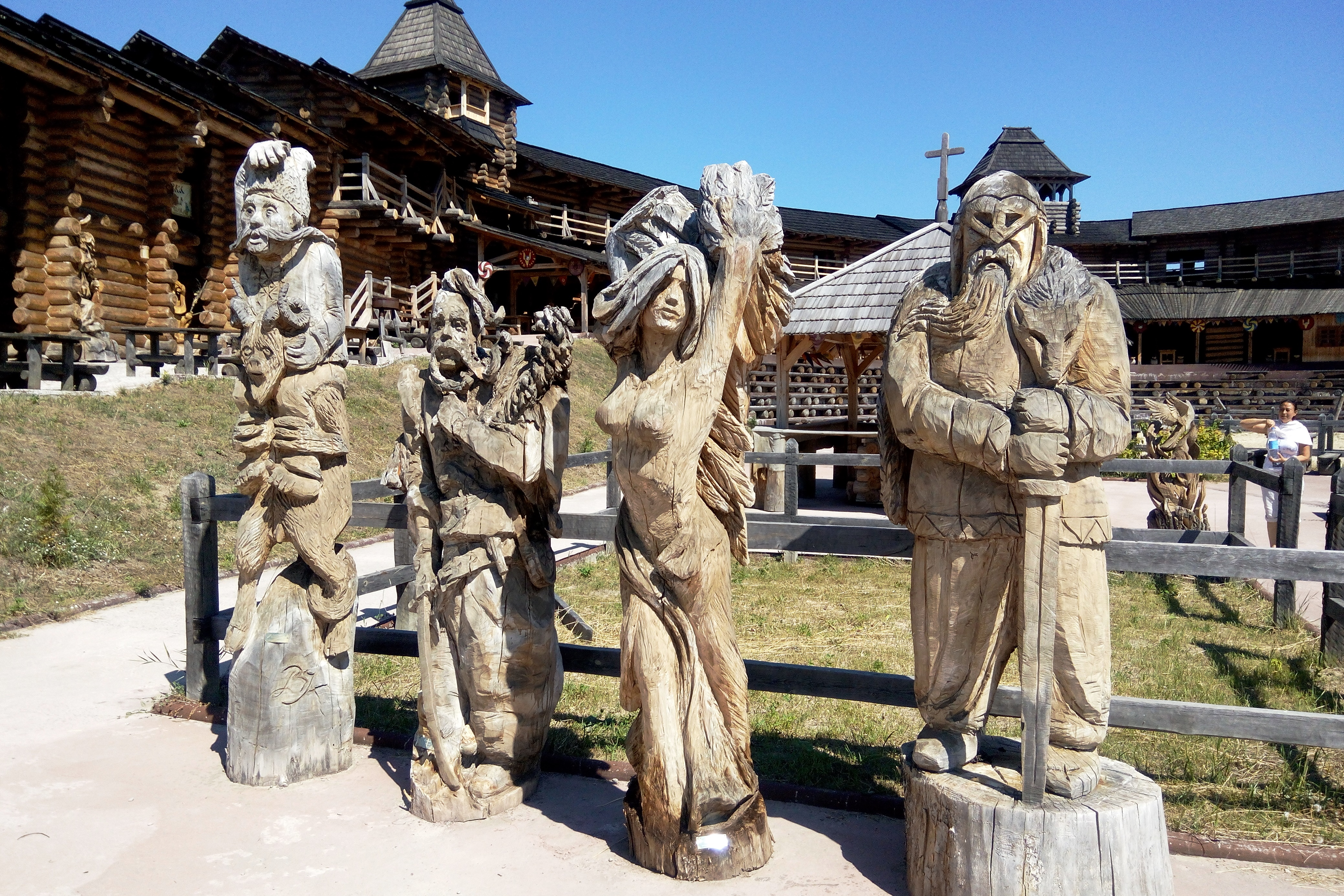
Деревянные скульптуры
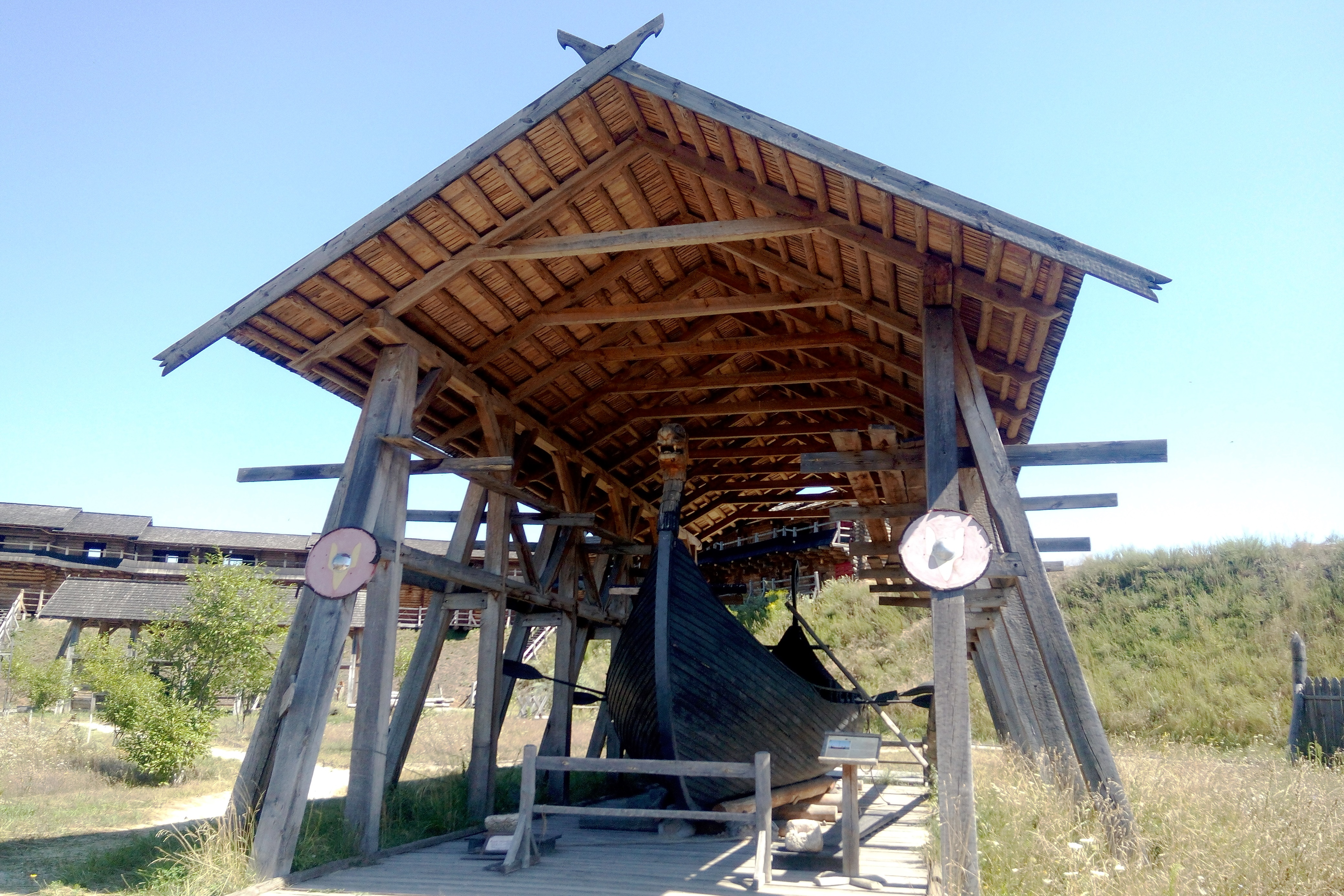
Музей судостроения
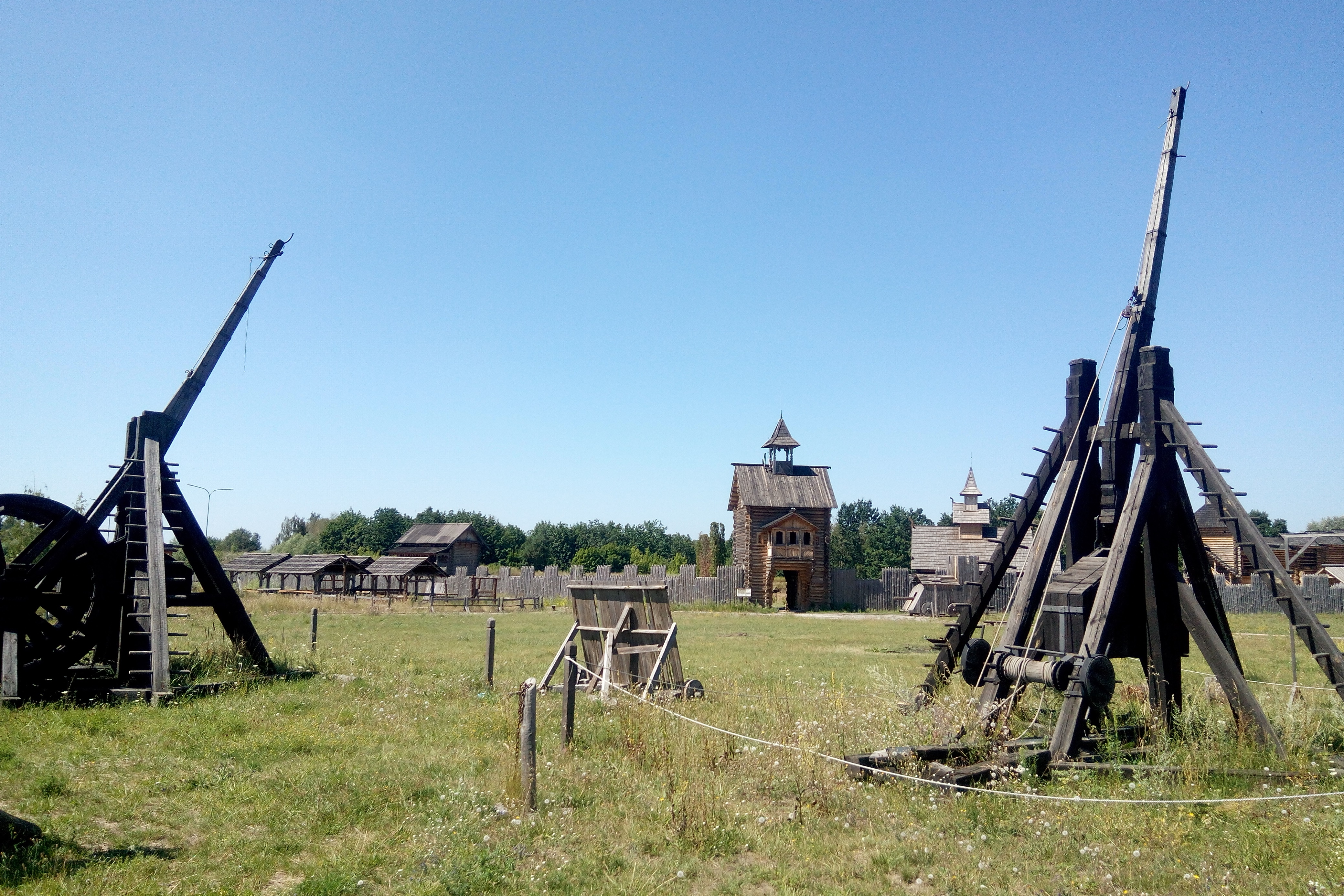
Экспозиция осадных машин